# Mehdi Zobeydi
Mehdi Zobeydi (tiếng Ba Tư: مهدی زبیدی) là một tiền vệ bóng đá người Iran hiện tại thi đấu cho câu lạc bộ Iran Pars Jonoubi Jam ở Persian Gulf Pro League.

## Sự nghiệp câu lạc bộ
Zobeydi bắt đầu sự nghiệp với Foolad từ các cấp độ trẻ. Anh chuyển đến Foolad Novin năm 2012. In Fall 2015, anh gia nhập Esteghlal Khuzestan.

## Thống kê sự nghiệp câu lạc bộ
Tính đến 31 tháng 10 năm 2015.
| Câu lạc bộ          | Hạng đấu            | Mùa giải            | Giải vô địch | Giải vô địch | Cúp Hazfi | Cúp Hazfi | Châu Á  | Châu Á    | Tổng    | Tổng      |
| Câu lạc bộ          | Hạng đấu            | Mùa giải            | Số trận      | Bàn thắng    | Số trận   | Bàn thắng | Số trận | Bàn thắng | Số trận | Bàn thắng |
| ------------------- | ------------------- | ------------------- | ------------ | ------------ | --------- | --------- | ------- | --------- | ------- | --------- |
| Foolad              | Pro League          | 2011–12             | 0            | 0            | 0         | 0         | –       | –         | 0       | 0         |
| Foolad Novin        | Hạng đấu 2          | 2012–13             |              |              | 0         | 0         | –       | –         |         |           |
| Foolad Novin        | Hạng đấu 2          | 2013–14             | 20           | 7            | 1         | 0         | –       | –         | 21      | 7         |
| Foolad Novin        | Hạng đấu 1          | 2014–15             | 6            | 0            | 3         | 1         | –       | –         | 9       | 1         |
| Esteghlal Kh.       | Pro League          | 2015–16             | 5            | 1            | 0         | 0         | –       | –         | 5       | 1         |
| Tổng cộng sự nghiệp | Tổng cộng sự nghiệp | Tổng cộng sự nghiệp | 31           | 8            | 4         | 1         | 0       | 0         | 35      | 9         |

## Danh hiệu

### Câu lạc bộ
Foolad Novin
- Azadegan League (1): 2014–15

Esteghlal Khuzestan
- Iran Pro League (1): 2015–16
- Á quân Siêu cúp bóng đá Iran: 2016